# 长鼻獴属
长鼻獴属（学名：Xenogale）是獴科的一属。

## 下属物种
本属包括以下物种：
- Xenogale microdon Allen, 1919
- 长鼻獴 Xenogale naso de Winton, 1901